# Amstelkanaal

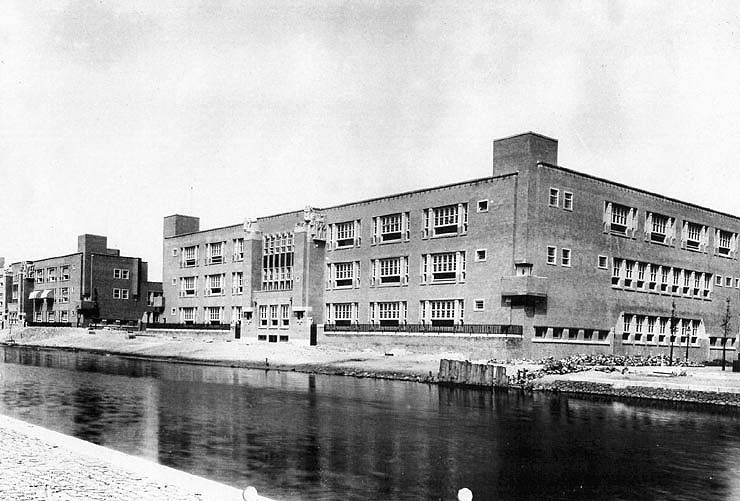
Het Berlage Lyceum aan het Amstelkanaal.

Het Amstelkanaal is een gracht in Amsterdam-Zuid die werd gegraven als onderdeel van het Plan Zuid van H.P. Berlage. De gracht is onderdeel van de verbinding tussen de Amstel en de Schinkel en vormt de scheiding tussen De Pijp en de Rivierenbuurt.
Het Amstelkanaal loopt van de Amstel naar "De Kom", een vijfsprong van grachten waar ook de Boerenwetering, het Noorder Amstelkanaal en het Zuider Amstelkanaal op uitkomen. De kades langs het Amstelkanaal heten Jozef Israëlskade (de noordelijke zijde van het kanaal, in De Pijp) en Amstelkade (de zuidelijke zijde van het kanaal, in de Rivierenbuurt).

## Architectuur
Over het Amstelkanaal liggen vijf bruggen (van oost naar west):
- Amsteldijk (P.L. Kramerbrug, brug nr. 400)
- Van Woustraat - Rijnstraat (brug nr. 401), hier rijdt Tramlijn 4 overheen
- Pieter Lodewijk Takstraat; voetgangersbrug bij het Berlage Lyceum (Han van Zomerenbrug, brug nr. 402)
- Tweede van der Helststraat - Maasstraat (Gerard Revebrug, brug nr. 403)
- Ferdinand Bolstraat - Scheldestraat (Barbiersbrug, brug nr. 404)

Een zesde brug bij De Kom kwam er nooit.
Aan het Amstelkanaal liggen:
- Berlage Lyceum
- Okura Hotel
- Het huis waar Gerard Reve De avonden schreef en situeerde (aan de Jozef Israëlskade, in De avonden de Schilderskade geheten).
- Het huis waar Jeroen Krabbé en Tim Krabbé opgroeiden en waarnaar verwezen wordt in De Renner (aan de Amstelkade).[1]